# دگرویتر
والتر دِگرویتر یا والتر دِخرویتر (به انگلیسی: Walter de Gruyter GmbH) آلمانی: [ˈɡʁɔʏ̯tɐ] یا [ˈxʁɔʏ̯tɐ] با نام تجاریِ De Gruyter، یک نشر دانشگاهی است. این شرکت در Königliche Realschule در برلین ریشه دارد و برای چاپ کتب در سال ۱۷۴۹ از فریدریش دوم، پادشاه پروس مجوز گرفته‌است.